# Onthophagus morosus
Onthophagus morosus es una especie de insecto del género Onthophagus, familia Scarabaeidae, orden Coleoptera.

## Historia
Fue descrita científicamente por Gerstaecker en 1871.